# Benjamin Varonian
Benjamin Varonian född den 15 juni 1980 i Nice, Frankrike, är en fransk gymnast.
Han tog OS-silver i räck i samband med de olympiska gymnastiktävlingarna 2000 i Sydney.